# Nell Gwyn
Eleanor Gwyn - ismertebb nevén: - Nelly (Nell) Gwyn (1650. február 2.? - ), II. Károly angol király öntörvényű szeretője. A szabad szájú Nell prostituáltként kezdte, majd London legismertebb színésznője, végül a király ágyasa lett.

## Korai évei
Egy bordélyt üzemeltető asszony második lányaként szegény családban jött világra. Nővére Rose Gwyn volt, akinek a sokszorosan börtöntviselt John Cassels útonálló volt a férje. Nell idejekorán szembesült az élet ridegségeivel. Miután apja elhagyta a családot, anyjával és testvéreivel Drury Lane-ba, a prostituáltak központjába költözött. Az örömlányként dolgozó anyja mellett Nell is rövid idő alatt kitanulta a "szakmát": a bordélyházakban és kocsmákban hamar népszerűvé vált lány az italmérés mellett gyermekprostituáltként kereste kenyerét.
Amikor Londonban a Király Színház újjáépült, Nell elhatározta, hogy - az oda járó vagyonos nemesurak miatt - színésznőnek áll. Az állítólag rendkívüli színészi képességekkel rendelkező Nell kihasználta, hogy a korszak két népszerű színésze, Charles Hart és John Lacy is vonzódott iránta, így közbenjárásukra már 13 évesen a színpadon szerepelt. A tehetséggel és erotikus kisugárzással rendelkező lányra - aki a Titkos szerelem, a Zsarnoki szerelem, A versengő hölgyek című darabokban nyújtott alakításával sikereket ért el - először Lord Buckhurst, majd 1668 elején maga a király is felfigyelt.

## A király szeretője
Az uralkodó és a szókimondó őszinteségéről ismert Nell között azonban nem csak szexuális kapcsolat, de mély barátság is szövődött. Jóllehet, a későbbiekben a király még számtalan udvarhölgyet kitüntetett figyelmével, Nell, valamint két közös fiúk (1670-ben, illetve 1671-ben születtek) iránti szeretete és gondoskodása haláláig megmaradt. Szeretőjét ugyan titulussal nem, de birtokokkal, továbbá évi 2000 angol font járadékkal ellátta.
A kettejük közötti kapcsolat csak 1685 elején szakadt meg. Amikor ugyanis II. Károly betegágynak esett, a trón várományosa, Jakab megtiltotta Nell számára, hogy meglátogassa a királyt. Annak ellenére, hogy Károly a halálos ágyán elrendelte, akárki lesz az utóda, "emlékezzék meg a szegény Nellyről". Jakab utasítására Károly 1685 áprilisában bekövetkezett halálakor nemhogy annak temetésére nem mehetett el, de mély gyásza jeléül még fekete ruhát sem viselhetett.
A feljegyzések vidám, szellemes, szeretetreméltó, egyben roppant vonzó teremtésnek írják le. A bámulatosan vonzó és minden tréfára hajlandó Nell sosem titkolta egyszerű származását, ezért rajongtak érte az emberek.
Amikor megtudta, hogy meg fog halni, végrendeletet írt, s saját maga részére fényűző temetésről is gondoskodott. A 37 éves korában – valószínűleg szívelégtelenség következtében – elhunyt asszonyt anyja mellett, a londoni Trafalgár téri St. Martin templomban helyezték örök nyugalomra.